# (50033) Перельман
(50033) Перельман (лат. Perelman) — астероид главного пояса, относящийся к средней части пояса астероидов (зона IIa). Астероид вращается в пределах основной щели Кирквуда на 2,5 а. е. Альтернативным обозначением астероида является «2000 AF48».

## История открытия
Астероид был открыт 3 января 2000 года швейцарским астрономом Стефано Спозетти в Ньосской астрономической обсерватории и назван в честь российского математика Григория Перельмана, доказавшего гипотезу Пуанкаре. Название было предложено итальянским математиком Паоло Венци (итал. P. Venzi) и утверждено 6 января 2007 года.

## Орбита
Орбита астероида Перельман лежит между орбитами Марса и Юпитера в поясе астероидов и весьма «планетообразна»: слабоэллиптична (эксцентриситет 0,068) и имеет умеренный (9,87°) по сравнению с Плутоном (17°) и Меркурием (7°) наклон к плоскости эклиптики. Большая полуось орбиты составляет 2,77 а. е., расстояния в перигелии и афелии — 2,58 и 2,96 а. е. соответственно.
Астероид не пересекает орбиту Земли и обращается вокруг Солнца за 4,6 юлианских лет со средней орбитальной скоростью в 17,88 км/с. Наименьшее расстояние между орбитами Земли и астероида Перельман составляет 1,58 а.е. Таким образом, данный астероид не относится к потенциально опасным объектам (и даже к сближающимся с Землёй).
Критерий Тиссерана астероида Перельман по отношению к Юпитеру составляет 3,314.
Абсолютная звездная величина астероида Перельман составляет 14,8 m. Долгота восходящего узла орбиты составляет 116,85°.

Орбита астероида Перельман и его положение в Солнечной системе